# Eurodance
Eurodance er en EDM-stilart som var enormt populær i 1990'erne. Musikalsk er genren karakteriseret ved en 4/4-taktart med et tempo på 120-140 BPM. Eurodance-grupper består oftest af en kvindelig forsanger, og en mandelig rapper. 
En undergenre til eurodance, er af anmeldere blevet kaldt tyggegummi-musik (efter det engelske udtryk "bubblegum music"). Tyggegummi-musik er en betegnelse for popmusik hvor artisten eller gruppen er blevet sammensat af en manager, pladeselskabs-mand eller producer, ligesom tekst og musik er lavet af udefrakommende sangskrivere og producere. Musikstilen og det visuelle udtryk er ofte rettet mod teenagere, ligesom teksterne er barnagtige. Eksempler på danske tyggegummi-kunstnere er Aqua, Whigfield, og Me & My. Aqua afviger dog fra førnævnte kriterier, eftersom Aqua selv stod for en stor del af gruppens tekster og musik.

## Historie

### Begyndelse
I slutningen af 1980'erne var eurodance allerede begyndt at blive spillet på diskotekerne, og producerne blev imponerede af lyden. Lyden var banebrydende, da eurodance oftest er en blanding af dance og rap. Derfor blev der i starten af 1990'erne startet mange bands.
De første bands, der fik stort kommercielt gennembrud var Technotronic og Snap!, som i 1989-90 havde en række store hits.
I perioden 1990-1997 var der mange eurodance-bands. F.eks. Cappella, Culture Beat, Corona og La Bouche. Corona havde et stort hit med Rhytm Of The Night, mens Culture Beat hærgede med Mr. Vain.

### Populariteten daler
I 1997 blev Teenpop populært, og snart havde techno udkonkurreret eurodance. Genren blev umoderne, og de fleste bands blev fyret fra deres pladeselskaber. Men blandt de overlevende bands var Scooter, der har udgivet så sent som i 2017.

### Eurodance i Danmark
Eurodance var fra 1992 til 1998 meget populært. Der var mange store danske Eurodance grupper som Hit'n'Hide og Toy-Box, men de populæreste var dog Aqua og Daze. Aqua var det mest succesfulde danske band nogensinde. De havde fem nummer 1 hits i verden, dog kun tre top 10 sange i USA. Deres største hit er "Barbie Girl", mens andre hits er "Dr Jones", "Turn Back Time", "Lollipop", "Around The World" og "Cartoon Heroes". Deres plader solgte i 30 millioner eksemplarer, og til sammen havde de 13 top 10 singler. Daze fulgte godt med i kølvandet på Aqua's succes og hittede i det meste af Europa med sange som "Superhero" og "Together Forever".
Andre populære bands var Me & My, der havde store europæiske hits med "Dub-I-Dub" og "Fly High".
I slutningen af 1990'erne og starten af 2000'erne blev de barnagtige elementer i eurodance-genren (som af kritikere var blevet kaldt tyggegummi-pop) nedtonet, til fordel for mere hårde trance-prægede elementer i musikken. Den anden bølge af eurodance-artister fra Danmark var bl.a. Barcode Brothers, Hampenberg, Safri Duo, DJ Aligator, DJ Encore, Catch, og Laze. Dance-gruppen Infernal, der havde hittet med eurodance-singlerne som "Highland Fling" og "Kalinka" i 1998, blev ligeledes mere trance-præget i deres lyd med singlerne "Sunrise" (2000) og "Muzaik" (2001). I 2005–06 fik Infernal international succes med singlen "From Paris to Berlin" fra albummet af samme navn, hvor gruppens lyd var blevet mere poppet.